# Sophie Tremblay (théologienne)
Pour les articles homonymes, voir Sophie Tremblay.
Sophie Tremblay est une théologienne québécoise. 

## Biographie
Sophie Tremblay est docteur en théologie et professeure à l'Institut de pastorale de Montréal, depuis août 1996. 
Elle est responsable du programme de Maîtrise et du Certificat en pastorale liturgique ainsi que de la Table de réflexion sur l’initiation chrétienne et l’éducation de la foi (TRICEF).

## Réception critique
Ses ouvrages font l'objet d'une note critique Une théologie serait-elle possible ? par Marcel Viau.
Sa participation à l'ouvrage Vivre à deux, avec Jacques Salomé entre autres, est évoquée, notamment dans le journal québécois Le Devoir.

## Ouvrages
- Le dialogue pastoral. Outils de réflexion et de mise en œuvre, Collection Pédagogie Pastorale  nº 5, Bruxelles / Montréal, Lumen Vitae / Novalis, 2007.
- La pastorale du baptême au Québec. Un modèle remis en question, Ottawa, Novalis, 2000
- Vivre à deux, collectif, dir. Christine Cossette, avec Jacques Salomé et al., Bibliothèque nationale du Québec, Fides (collection Horizons), 2004, 61 p[6],[7],[5].